# Iridopsis invenusta
Iridopsis invenusta là một loài bướm đêm trong họ Geometridae.